# Infias (Fornos de Algodres)
Infias es una freguesia portuguesa del concelho de Fornos de Algodres, con 2,74 km² de superficie y 280 habitantes (2001). Su densidad de población es de 102,2 hab/km².